# Deutschland (1916)
Дойчланд (нем. Deutschland) — немецкая торговая подводная лодка проекта U-151 периода Первой мировой войны, построена в 1916 году с целью обойти британскую блокаду и осуществлять поставки сырья, оборудования и материалов из (в) США морем.
В феврале 1917 года переоборудована в боевой подводный крейсер U-155 и передана на службу в Кайзерлихмарине.
В конце ноября 1918 года, по условиям Компьенского перемирия была передана представителям Королевского флота Великобритании. В 1922 году, после взрыва на борту в порту города Моркам была полностью разобрана.

## Проектирование и строительство
Во время Первой мировой войны Великобритания ввела экономическую морскую блокаду Германии. Это вызвало значительные трудности в необходимых поставках сырья, оборудования и материалов для воюющей страны. Правительством Германии было принято решение о строительстве подводных торговых судов блокадопрорывателей, способных доставлять необходимое в «обход» морской блокады Антанты.
Первым таким судном и стал подводный коммерческий транспорт «Deutschland». Подводная лодка была спроектирована под руководством инженера Рудольфа Эрбаха (нем. Rudolf Erbach), и 28 марта (10 апреля) 1916 года сошла со стапелей Germaniawerft Фридриха Круппа в Киле на воду.
Надводное водоизмещение судна составляло 1575 тонн: оно могло принимать на борт до 750 тонн груза. Запас жидкого топлива (200 тонн) позволял подводному кораблю преодолевать расстояние в 12 000 миль 10-узловым ходом. Экипаж состоял из 25 человек: капитана, старшего механика, двух вахтенных офицеров, шести ассистентов, четверых машинистов, шестерых мотористов, четверых матросов и кока.

## Торговые рейсы

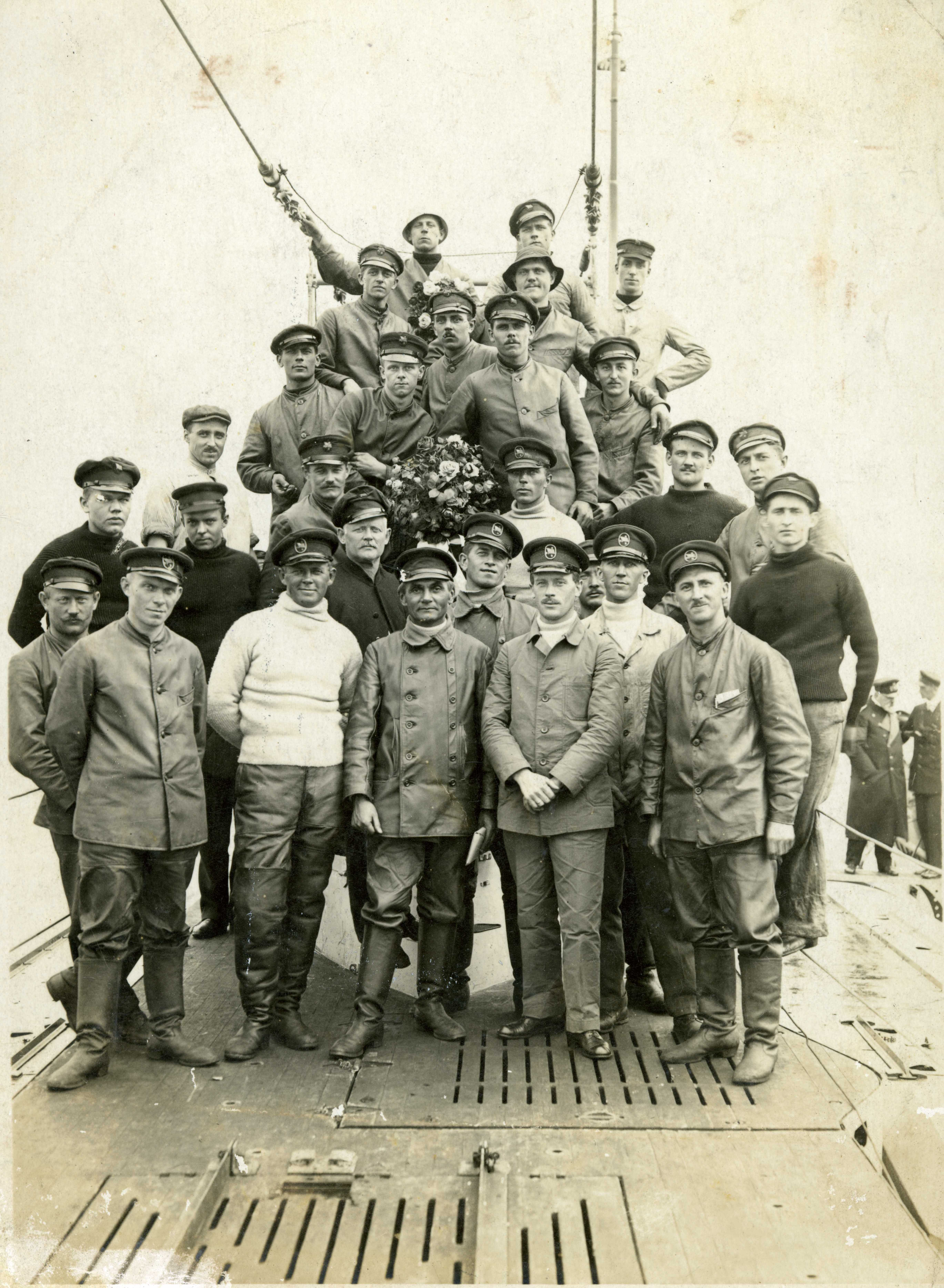
Экипаж Deutschland в порту Бремена по возвращении из США.

Выйдя из Бремена 1 (14) июня 1916 года, лодка под управлением капитана Пауля Кёнига (нем. Paul König) направилась к Гельголанду, где простояла 9 дней, чтобы сбить неприятеля со следа, так как её выход из германского порта не мог остаться незамеченным со стороны англичан.
10 (23) июня 1916 путь лодки был продолжен. Учитывая, что Дуврский пролив очень строго охранялся и был защищён сетями, капитаном судна был выбран путь к северу от Шотландии.
Большей частью лодка шла в надводном положении и лишь при появлении какого-либо судна уходила под воду и шла с использованием перископов, а если и это представлялось рискованным, то совсем скрывалась под водой. По словам командира лодки, во время этого перехода ей пришлось только один раз пролежать на дне моря несколько часов, а затем, выйдя в Атлантический океан, она пошла в надводном положении и только подходя к мысу Виргиния (у входа в Чесапикский залив), погрузилась в воду на несколько часов, так как было замечено два подозрительных судна. От мыса до Балтимора она шла в надводном положении и прибыла туда 27 июня (10 июля) 1916, сделав переход от Гельголанда за 16 дней и покрыв расстояние в 3800 морских миль.
Сообщение о прибытии немецкой подводной лодки в США взволновало правительства Великобритании и Франции. По требованию послов этих стран 12 (25) июля 1916 года на корабль прибыла с инспекцией комиссия из Военно-морского министерства США. Осмотрев судно проверяющие констатировали отсутствие на борту каких-либо вооружений и военнослужащих лиц. Судно было признано комиссией коммерческим. Это вызвало заметное раздражение в Британии. 19 июля (1 августа) 1916 в английской газете «The Morning Post» было опубликовано официальное сообщение по этому поводу:

На основании своего характера «Deutschland» должен считаться военным кораблём и сообразно с этим мы должны с ним поступать. В том случае, если военные корабли союзников встретят его за пределами морской границы США, они потопят его без всякого предупреждения.— Тарас А. Е. «Подводные лодки Великой войны. 1914 - 1918».
Также было заявлено о направлении к берегам США 8-ми крейсеров для поимки и показательного уничтожения «Deutschland».
Во время пребывания германской торговой подводной лодки «Deutschland» в Балтиморе американские журналисты имели возможность ознакомиться с её устройством и на основании полученных ими от немцев сведений, в журнале «Scientific American» были помещены чертежи её «внутреннего строения».
Подлодка вышла из Балтимора 2 (15) августа 1916 и прибыла в Бремерхафен 24 августа (6 сентября) 1916 с грузом 341 тонн никеля, 93 тонн олова и 348 тонн сырой резины, из которых 257 тонн перевозились закрепленными вне прочного корпуса. Привезенный груз оценивался в 17,5 миллионов марок, в несколько раз превысив стоимость самой подлодки. Она прошла 8450 морских миль (15 650 км), из них в подводном положении только 190 миль (350 км).
«Deutschland» совершила еще один рейс в США в ноябре 1916 года в Нью-Лондон, штат Коннектикут с грузом на $ 140 000 ($4,05 млн в ценах 2024 года), включавшим драгоценные камни, ценные бумаги и лекарственные средства.
16 (29) ноября 1916, при выходе из порта «Deutschland» случайно протаранила и затопила буксир «T.A. Scott, Jr.», при этом пять человек на борту затонувшего судна погибли. Носовая часть лодки также была повреждена и она была вынуждена вернуться в Нью-Лондон на ремонт, задержавший ее выход в море на неделю. Она покинула Нью-Лондон 21 ноября (4 декабря) 1916 года с грузом включавшим 6,5 тонн серебра в слитках.
Третий торговый поход в США, запланированный на январь-февраль 1917 года, был отменён ввиду резкого ухудшения германо-американских отношений из-за участившихся атак немецких подлодок на торговые суда коалиции в Атлантике, а 6 (19) апреля 1917 года США объявили Германии войну.

## Подводный крейсер U-155

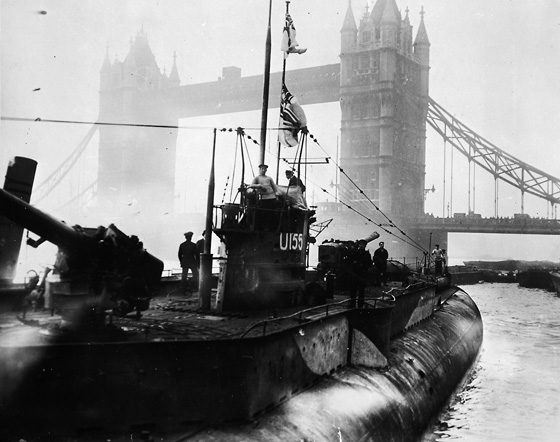
U-155 в Лондоне (1919)

Подлодка Deutschland 19 февраля 1917 года была передана немецкому Императорскому флоту и из подводного транспорта была переоборудована в военный подводный крейсер U-155.
Её оснастили 6-ю носовыми торпедными аппаратами с 18 торпедами и двумя 150-мм пушками SK L/40, снятыми с броненосца SMS Zähringen.
Крейсер U-155 участвовал в трёх успешных боевых походах, потопив 42 корабля неприятеля и серьёзно повредив один.
В течение лета 1917 года экипаж U-155 под командованием Карла Майзеля (нем. Karl Meusel) совершил 105-дневный боевой поход (24 мая — 4 сентября).
Это первое крейсерство едва не закончилось катастрофой, — 27 мая вблизи норвежского острова Удсире U-155 была выслежена и едва не затоплена немецкой U-19.
За длительное время пребывания в походе лодка потопила 19 торговых судов, из атакованных 19 вооруженных британских и союзных ей торговых судов удалось уничтожить только 9. Ко времени возвращения U-155 в Германию ею было пройдено 10 220 миль, из которых только 620 — в подводном положении.
В своих донесениях Майзель отмечал, что за время всего похода он наблюдал лишь один военный корабль противника — вспомогательный крейсер. В течение большей части похода стояла хорошая погода, что значительно способствовало успешным атакам и переходам U-155.
Впоследствии предпринимались крейсерства равной и даже большей продолжительности, тем не менее первый боевой поход U-155 выделяется как один из самых продолжительных походов, совершенных подводными лодками того времени.
14 января 1918 года, под командованием Экельмана (нем. Erich Eckelmann) U-155 вышла из Киля в район Азорских островов. По возвращении, — 4 мая, командир рапортовал об уничтожении вражеских судов общим водоизмещением 50 000 тонн.
В числе уничтоженных судов числился угольщик итальянского флота «Sterope» (9550 тонн,), с которого он взял 7 апреля 45 тонн жидкого топлива. Он также ограбил и потопил испанский пароход «Giralda» (2194 тонны) — 56-е по счету потопленное испанское судно.

## Дальнейшая судьба U-155
Крейсер вернулся в Германию из последнего похода 12 ноября 1918 года и был передан в рамках репарации 24 ноября вместе с другими подводными лодками Великобритании. Лодка была доставлена в Англию и выставлена на всеобщее обозрение в Лондоне и других городах. В 1921 году корабль был продан на металлолом. После взрыва на борту 17 сентября 1921 года, был полностью разобран.

## Статьи и публикации
- Война. Морской обзоръ // Русский инвалид : Газета военная. — 1916. — (8)21 8 (№ 211).
- Witold Rychter. Deutschland-podwodny statek handlowy (пол.) // Ops.mil.pl : Альманах. — 2014. — 14 maja. Архивировано 1 марта 2017 года.